# Belippo viettei
Belippo viettei là một loài nhện trong họ Salticidae.
Loài này thuộc chi Belippo. Belippo viettei được Otto Kraus miêu tả năm 1960.